# Cornillé-les-Caves
Pour les articles homonymes, voir Cornillé (homonymie).
Cornillé-les-Caves est une commune française située dans le département de Maine-et-Loire, en région Pays de la Loire.

## Géographie
Commune angevine du Baugeois, Cornillé-les-Caves se situe à l'est de Bauné, sur la route D116, Bauné, à proximité de la A85 (Tours), à une vingtaine de kilomètres d'Angers.
Les villages alentour sont Bauné, Lué-en-Baugeois, Fontaine-Milon, Chaumont-d'Anjou, Corné et Mazé.

### Communes limitrophes
| Loire-Authion |                    | Jarzé Villages |
|               | Cornillé-les-Caves |                |
| Loire-Authion |                    | Mazé-Milon     |

### Climat
Pour des articles plus généraux, voir Climat des Pays de la Loire et Climat de Maine-et-Loire.
En 2010, le climat de la commune est de type climat océanique altéré, selon une étude du CNRS s'appuyant sur une série de données couvrant la période 1971-2000. En 2020, Météo-France publie une typologie des climats de la France métropolitaine dans laquelle la commune est exposée à un climat océanique et est dans la région climatique Moyenne vallée de la Loire, caractérisée par une bonne insolation (1 850 h/an) et un été peu pluvieux.
Pour la période 1971-2000, la température annuelle moyenne est de 11,9 °C, avec une amplitude thermique annuelle de 14,6 °C. Le cumul annuel moyen de précipitations est de 646 mm, avec 11,4 jours de précipitations en janvier et 6 jours en juillet. Pour la période 1991-2020, la température moyenne annuelle observée sur la station météorologique de Météo-France la plus proche, « Fontaine-Guerin », sur la commune des Bois d'Anjou à 9 km à vol d'oiseau, est de 12,7 °C et le cumul annuel moyen de précipitations est de 666,2 mm,. Pour l'avenir, les paramètres climatiques de la commune estimés pour 2050 selon différents scénarios d'émission de gaz à effet de serre sont consultables sur un site dédié publié par Météo-France en novembre 2022.

## Urbanisme

### Typologie
Au 1er janvier 2024, Cornillé-les-Caves est catégorisée commune rurale à habitat dispersé, selon la nouvelle grille communale de densité à sept niveaux définie par l'Insee en 2022.
Elle appartient à l'unité urbaine de Loire-Authion, une agglomération intra-départementale regroupant cinq  communes, dont elle est une commune de la banlieue,,. Par ailleurs la commune fait partie de l'aire d'attraction d'Angers, dont elle est une commune de la couronne,. Cette aire, qui regroupe 81 communes, est catégorisée dans les aires de 200 000 à moins de 700 000 habitants,.

### Occupation des sols
L'occupation des sols de la commune, telle qu'elle ressort de la base de données européenne d’occupation biophysique des sols Corine Land Cover (CLC), est marquée par l'importance des territoires agricoles (76,9 % en 2018), une proportion identique à celle de 1990 (76,9 %). La répartition détaillée en 2018 est la suivante : 
terres arables (43,9 %), zones agricoles hétérogènes (22,5 %), forêts (18,8 %), prairies (10,5 %), zones urbanisées (4,2 %). L'évolution de l’occupation des sols de la commune et de ses infrastructures peut être observée sur les différentes représentations cartographiques du territoire : la carte de Cassini (XVIIIe siècle), la carte d'état-major (1820-1866) et les cartes ou photos aériennes de l'IGN pour la période actuelle (1950 à aujourd'hui).

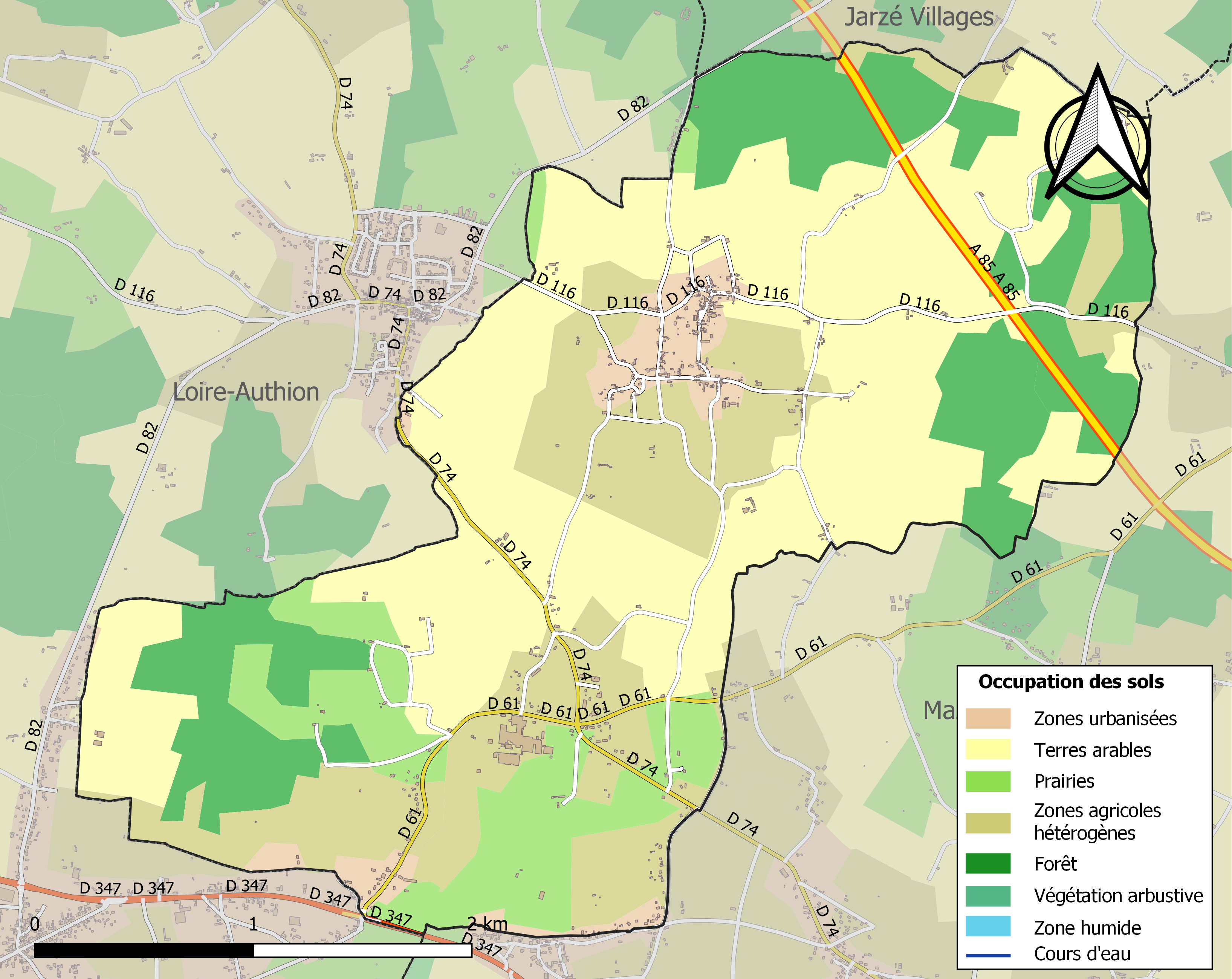
Carte des infrastructures et de l'occupation des sols de la commune en 2018 (CLC).

## Toponymie
Villa Corniliacum au VIe siècle, Cornilleium en 1183, Cornigle en 1216.

## Histoire
Pendant la Première Guerre mondiale, 16 habitants perdent la vie. Lors de la Seconde Guerre mondiale, cinq habitants sont tués, dont deux juifs en déportation à Auschwitz.

## Politique et administration

### Administration municipale
| Période                                  | Période                   | Identité                | Étiquette | Qualité                           |
| ---------------------------------------- | ------------------------- | ----------------------- | --------- | --------------------------------- |
| 1800                                     |                           | Camus                   |           |                                   |
| 1806                                     |                           | Florent Lemercier-Lepré |           |                                   |
| 1816                                     |                           | René Charlery aîné      |           |                                   |
| 1830                                     |                           | Jean Lemercier-Lepré    |           |                                   |
| 1832                                     |                           | Louis Lusson            |           |                                   |
| 1834                                     |                           | Lemercier-Lepré         |           |                                   |
| 1850                                     |                           | R. Charlery             |           |                                   |
| 1865                                     |                           | Arthur Grille           |           |                                   |
| 1878                                     |                           | Émile Besnard           |           |                                   |
| 1892                                     |                           | Alexandre Rocan         |           |                                   |
| 1925                                     |                           | Victor Leboucher        |           |                                   |
| 1935                                     |                           | Raoul Métivier          |           |                                   |
| 1947                                     |                           | Auguste Yvain           |           |                                   |
| 1982                                     | 1995                      | Pierre de La Martinière |           | directeur des ressources humaines |
| juin 1995                                | En cours (au 28 mai 2020) | Paul Rabouan,           |           | attaché territorial               |
| Les données manquantes sont à compléter. |                           |                         |           |                                   |

### Intercommunalité
La commune est membre de la communauté de communes Anjou Loir et Sarthe, elle-même membre du syndicat mixte Pays Loire-Angers.

## Population et société

### Démographie

#### Évolution démographique
L'évolution du nombre d'habitants est connue à travers les recensements de la population effectués dans la commune depuis 1793. Pour les communes de moins de 10 000 habitants, une enquête de recensement portant sur toute la population est réalisée tous les cinq ans, les populations de référence des années intermédiaires étant quant à elles estimées par interpolation ou extrapolation. Pour la commune, le premier recensement exhaustif entrant dans le cadre du nouveau dispositif a été réalisé en 2008.

En 2022, la commune comptait 481 habitants, en évolution de +1,91 % par rapport à 2016 (Maine-et-Loire : +2,12 %, France hors Mayotte : +2,11 %).
| 1793 | 1800 | 1806 | 1821 | 1831 | 1836 | 1841 | 1846 | 1851 |
| ---- | ---- | ---- | ---- | ---- | ---- | ---- | ---- | ---- |
| 565  | 514  | 632  | 600  | 565  | 598  | 603  | 617  | 621  |

| 1856 | 1861 | 1866 | 1872 | 1876 | 1881 | 1886 | 1891 | 1896 |
| ---- | ---- | ---- | ---- | ---- | ---- | ---- | ---- | ---- |
| 584  | 568  | 560  | 522  | 536  | 534  | 509  | 472  | 502  |

| 1901 | 1906 | 1911 | 1921 | 1926 | 1931 | 1936 | 1946 | 1954 |
| ---- | ---- | ---- | ---- | ---- | ---- | ---- | ---- | ---- |
| 467  | 486  | 443  | 396  | 380  | 423  | 426  | 485  | 449  |

| 1962 | 1968 | 1975 | 1982 | 1990 | 1999 | 2006 | 2008 | 2013 |
| ---- | ---- | ---- | ---- | ---- | ---- | ---- | ---- | ---- |
| 372  | 406  | 397  | 491  | 469  | 438  | 428  | 425  | 464  |

| 2018 | 2022 | - | - | - | - | - | - | - |
| ---- | ---- | - | - | - | - | - | - | - |
| 468  | 481  | - | - | - | - | - | - | - |

#### Pyramide des âges
En 2018, le taux de personnes d'un âge inférieur à 30 ans s'élève à 31,6 %, soit en dessous de la moyenne départementale (37,2 %). À l'inverse, le taux de personnes d'âge supérieur à 60 ans est de 29,5 % la même année, alors qu'il est de 25,6 % au niveau départemental.
En 2018, la commune comptait 237 hommes pour 231 femmes, soit un taux de 50,64 % d'hommes, largement supérieur au taux départemental (48,63 %).
Les pyramides des âges de la commune et du département s'établissent comme suit.
| Hommes | Classe d’âge | Femmes |
| ------ | ------------ | ------ |
| 0,4    | 90 ou +      | 1,3    |
| 5,5    | 75-89 ans    | 6,9    |
| 22,4   | 60-74 ans    | 22,5   |
| 21,9   | 45-59 ans    | 23,8   |
| 13,9   | 30-44 ans    | 18,2   |
| 13,9   | 15-29 ans    | 10,8   |
| 21,9   | 0-14 ans     | 16,5   |

| Hommes | Classe d’âge | Femmes |
| ------ | ------------ | ------ |
| 0,9    | 90 ou +      | 2,1    |
| 7      | 75-89 ans    | 9,5    |
| 16,2   | 60-74 ans    | 16,9   |
| 19,4   | 45-59 ans    | 18,7   |
| 18,2   | 30-44 ans    | 17,5   |
| 18,8   | 15-29 ans    | 17,6   |
| 19,5   | 0-14 ans     | 17,6   |

### Vie locale
La commune tire une bonne partie de ses revenus de la coopérative laitière située dans la ZAC.

## Économie
Sur 41 établissements présents sur la commune à fin 2010, 34 % relèvent du secteur de l'agriculture (pour une moyenne de 17 % sur le département), 10 % du secteur de l'industrie, 10 % du secteur de la construction, 34 % de celui du commerce et des services et 12 % du secteur de l'administration et de la santé. Cinq ans plus tard, en 2015, sur les 42 établissements présents, 12 % relèvent du secteur de l'agriculture (pour une moyenne de 11 % sur le département), 10 % du secteur de l'industrie, 7 % de celui de la construction, 67 % du secteur du commerce et des services et 5 % de celui de l'administration et de la santé.

## Culture locale et patrimoine

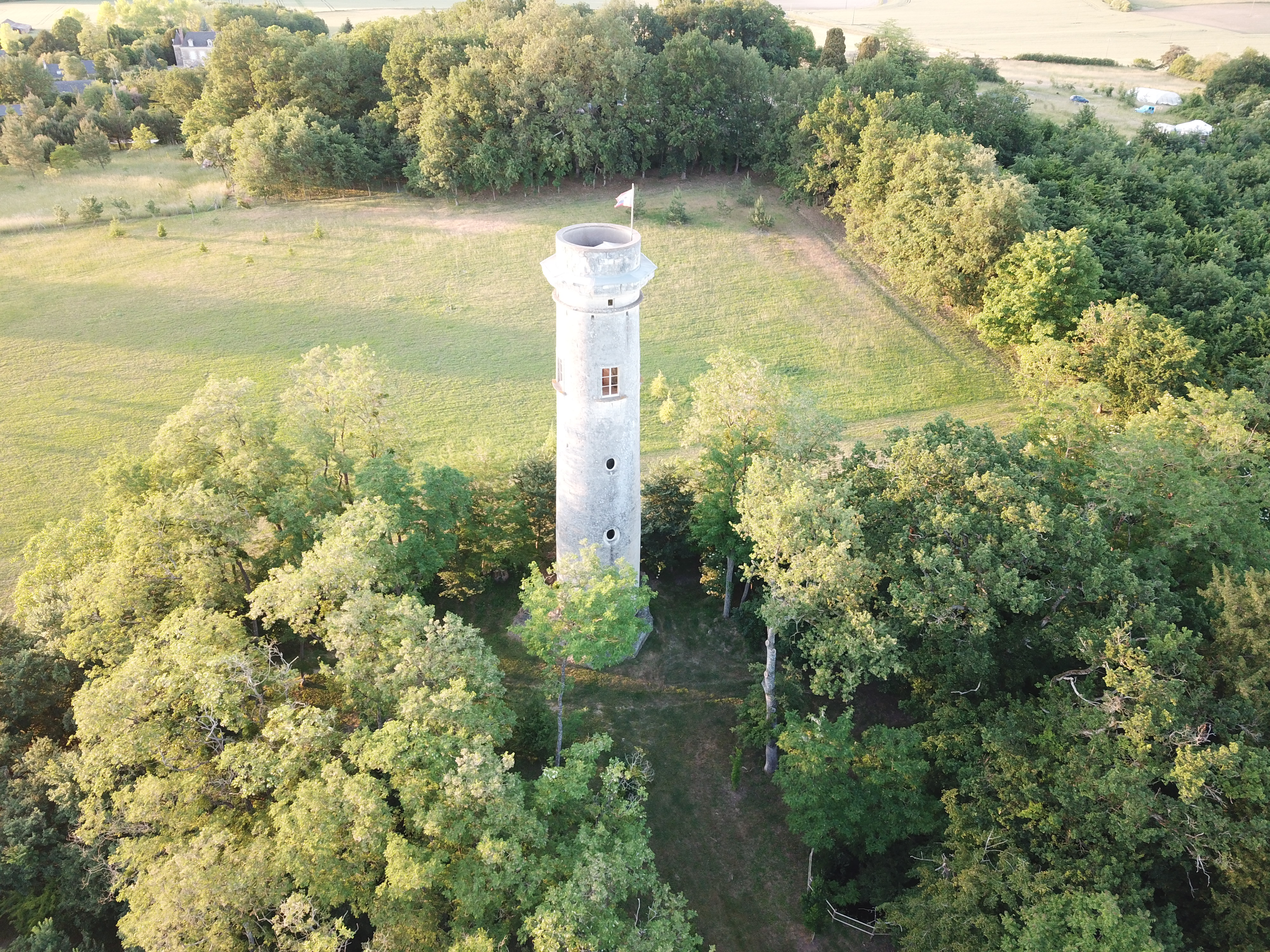
Une prise aérienne de la tour de Cornillé.

### Lieux et monuments
La commune de Cornillé-les-Caves présente un certain nombre de spécificités. Elle accueille plusieurs petits châteaux : La Perrichère, Les Fontenailles, La Charpenterie et La Masselière, reconnu monument historique.
C'est un village en partie troglodyte, d'où son nom. Au sommet de la colline a été construite une tour, qui était une tour d'observatoire.

### Personnalités liées à la commune
- Gérard de La Martinière (1943-2023), homme d'affaires français et personnalité du monde associatif y est mort[31].